# Canthelea
Canthelea é um gênero de mariposa pertencente à família Crambidae.